# Cneorane subcoerulescens
Cneorane subcoerulescens es un coleóptero de la familia Chrysomelidae.
Fue descrita científicamente en 1888 por Fairmaire.